# Walter Perry (homme politique)
Walter Laing MacDonald Perry (16 juin 1921 – 17 juillet 2003) est un universitaire écossais distingué. Il est le premier vice-chancelier de l'Open University.

## Biographie
Perry est né à Dundee, fils de Flora et Fletcher Perry, et fait ses études à l'Académie Ayr et au lycée de Dundee. Il étudie la médecine à l'Université de St Andrews et obtient un MB ChB en 1943, son MD en 1948 et un DSc en 1958. Entre 1944 et 1946, il travaille comme médecin au Nigeria. Il travaille comme scientifique pour des institutions comme le Medical Research Council. Il est notamment un expert de la polio.
Il poursuit carrière à l'Université d'Édimbourg comme professeur de pharmacologie, puis doyen de la médecine et vice-principal. En 1969, il devient vice-chancelier de l'Open University. Il est principalement responsable de la décision que l'Université ouverte ne transigerait pas sur les normes académiques - il est déterminé à ce que ses qualifications soient de valeur académique égale à celles des universités d'enseignement sans distance. Perry continue à développer l'apprentissage à distance par le biais des Nations Unies.
Perry est nommé Officier de l'Ordre de l'Empire britannique lors des honneurs du Nouvel An de 1957 et est fait chevalier en 1974.
Il entre à la Chambre des Lords en étant créé pair à vie avec le titre de baron Perry de Walton, de Walton dans le comté de Buckinghamshire le 9 février 1979, siégeant avec le SDP et les libéraux démocrates, et siège au comité chargé de science et technologie. Il continue à travailler jusqu'à sa mort en 2003.
Perry épouse Catherine Hilda Crawley en 1971. Sa sœur Mary épouse Alun Michael et son frère épouse Christine Crawley, baronne Crawley.
Une collection d'articles de Walter Perry, contenant des travaux relatifs à l'Open University, d'autres établissements d'enseignement à distance et des travaux pour la Chambre des lords, est conservée dans les archives de l'Open University.